# Julius Lönholdt

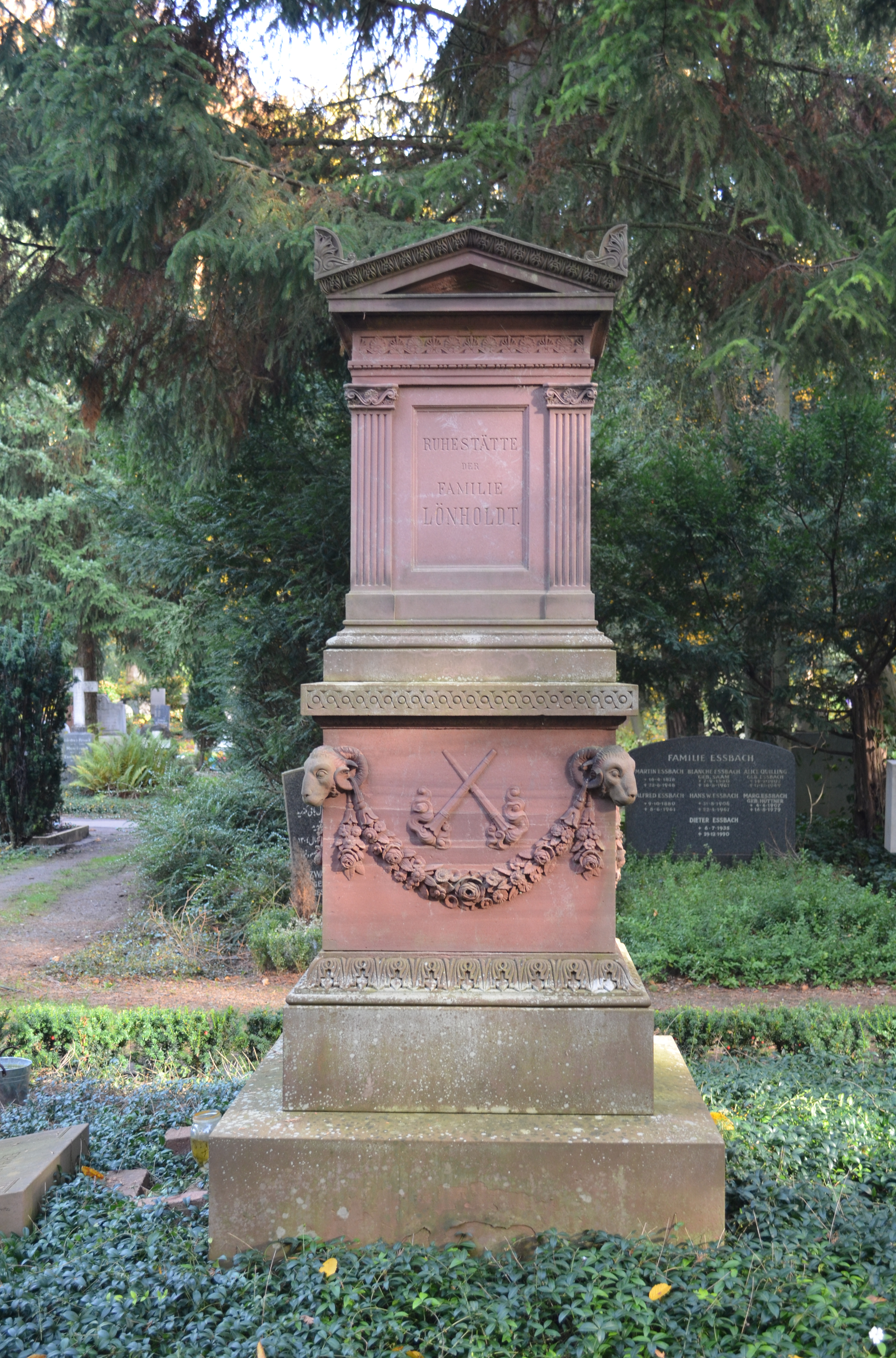
Grabstätte der Familie Lönholdt, Hauptfriedhof Frankfurt

Julius Lönholdt (* 5. Oktober 1865 in Frankfurt-Bockenheim; vollständiger Name: Julius Hermann Lönholdt) war ein deutscher Architekt und Bauunternehmer. Er war von 1907 bis 1911 Stadtverordneter in Frankfurt am Main und gehörte der nationalliberalen demokratischen Fraktion an.
Lönholdt war der Sohn des Zimmermannsmeisters Georg Hermann Löhnholdt (1840–1910). Er gründete die Bauunternehmung Julius Lönholdt & Co. in Frankfurt.
Nach vier Jahren als Stadtverordneter reichte er 1911 seinen Rücktritt ein. Ende 1917 wurde er mit dem Eisernen Kreuz ausgezeichnet.

## Werk
In seiner Heimatstadt Frankfurt baute er das Modehaus Robinsohn auf der Zeil und die klassizistische Villa Zeppelinallee 43 (das spätere Griechische Konsulat).
- 1902: Doppelwohnhaus-Gruppe Paul-Ehrlich-Straße 41/43, 45/47 und 49/51 in Frankfurt (unter Denkmalschutz)[3]
- 1906: Wohnhaus Schumannstraße 11 in Frankfurt (unter Denkmalschutz)[3]
- 1906: Wohnhaus Schumannstraße 15 in Frankfurt (unter Denkmalschutz)[3]
- 1911: Wohnhaus Blanchardtstraße 18–24 in Frankfurt
- Mehrfamilienwohnhaus Günthersburgallee 3–5 in Frankfurt
- 1894: Mehrfamilienwohnhaus Bornheimer Landstraße 58
- 1894: Mehrfamilienwohnhaus Bornheimer Landstraße 60
- 1894: Mehrfamilienwohnhaus Bornheimer Landstraße 62
- 1914: Wohnhäuser Paul-Ehrlich-Straße 1, 3, 5[4]

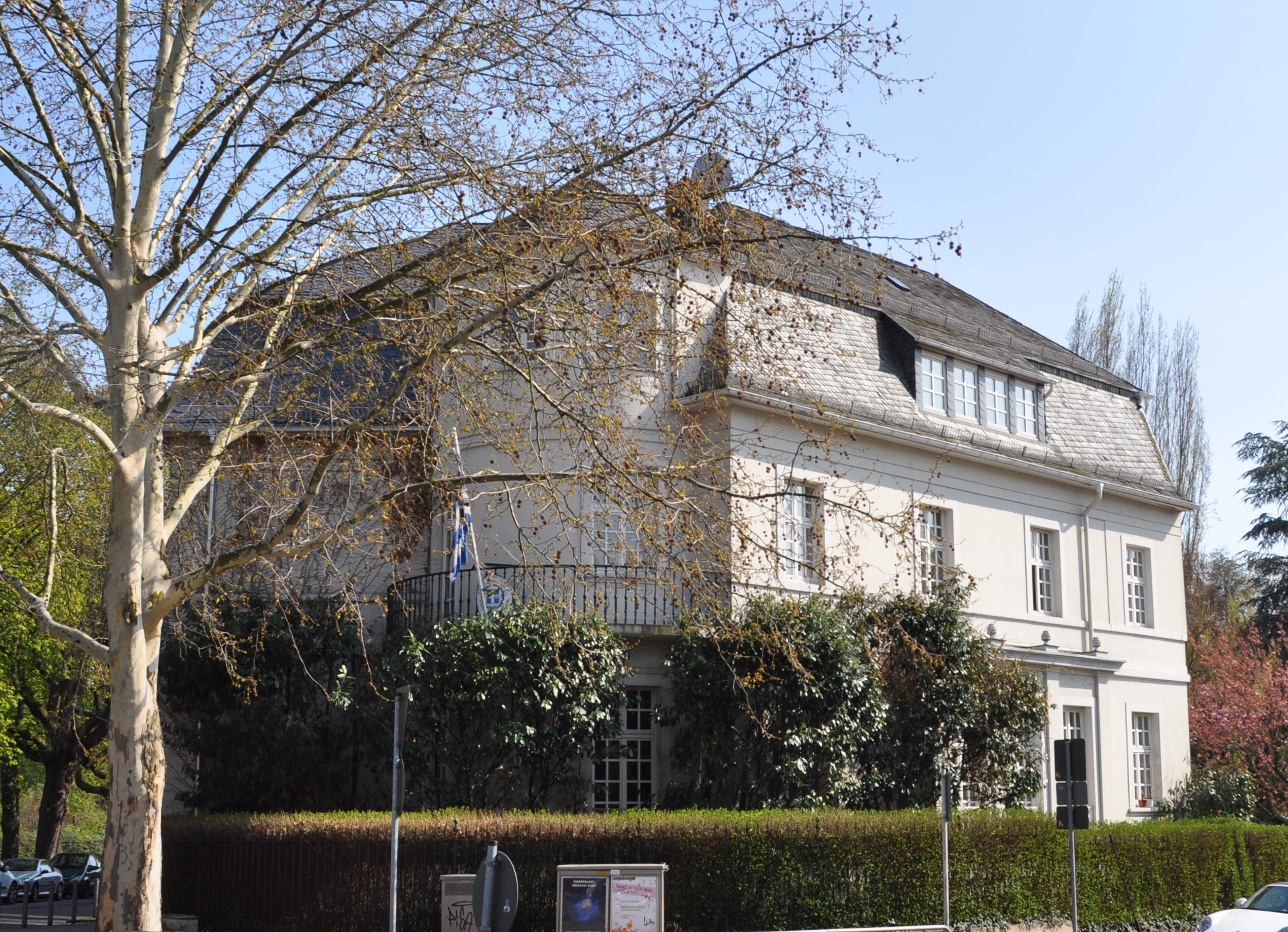
Villa Zeppelinallee 43
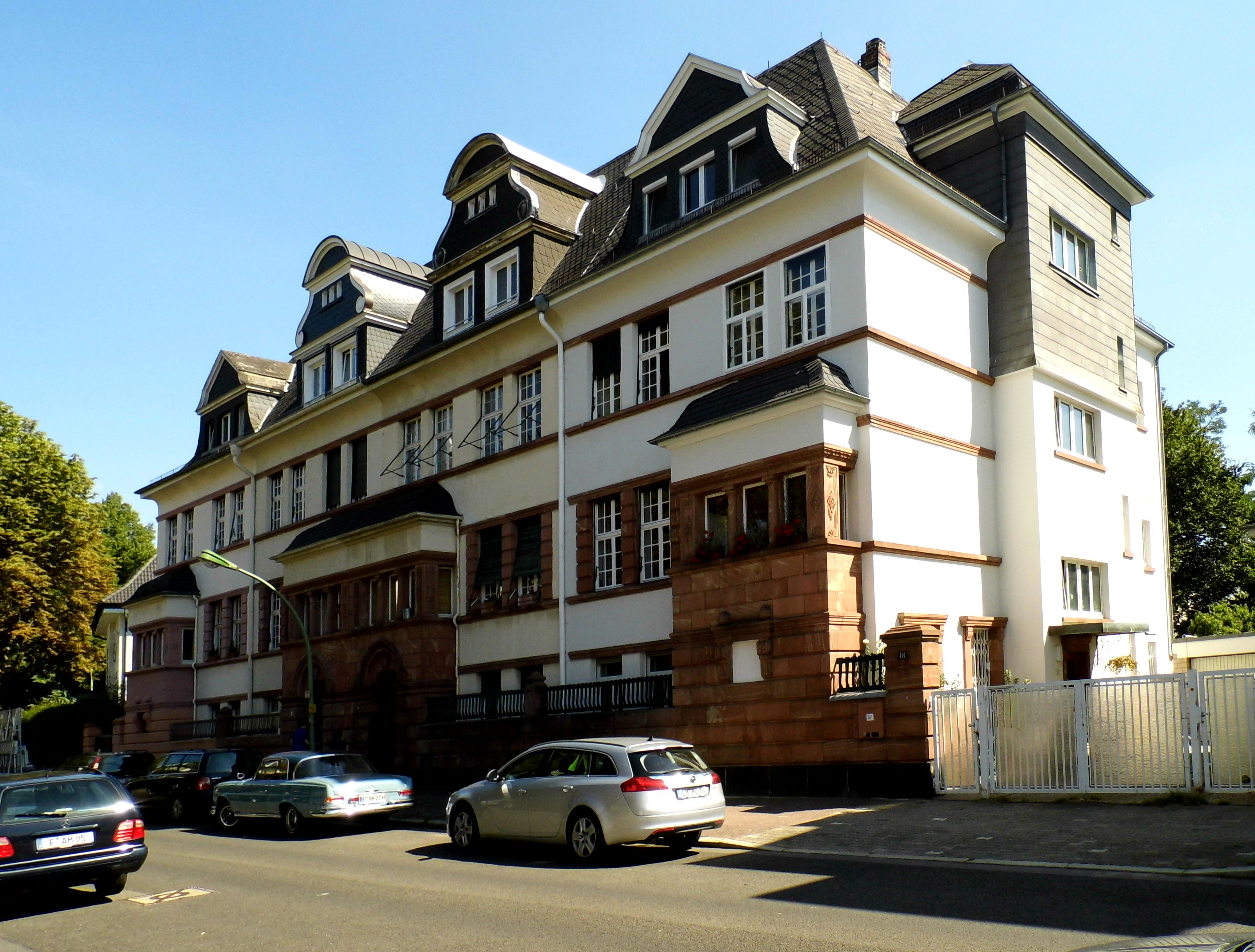
Wohnhaus von 1911 Blanchardstraße 18–24
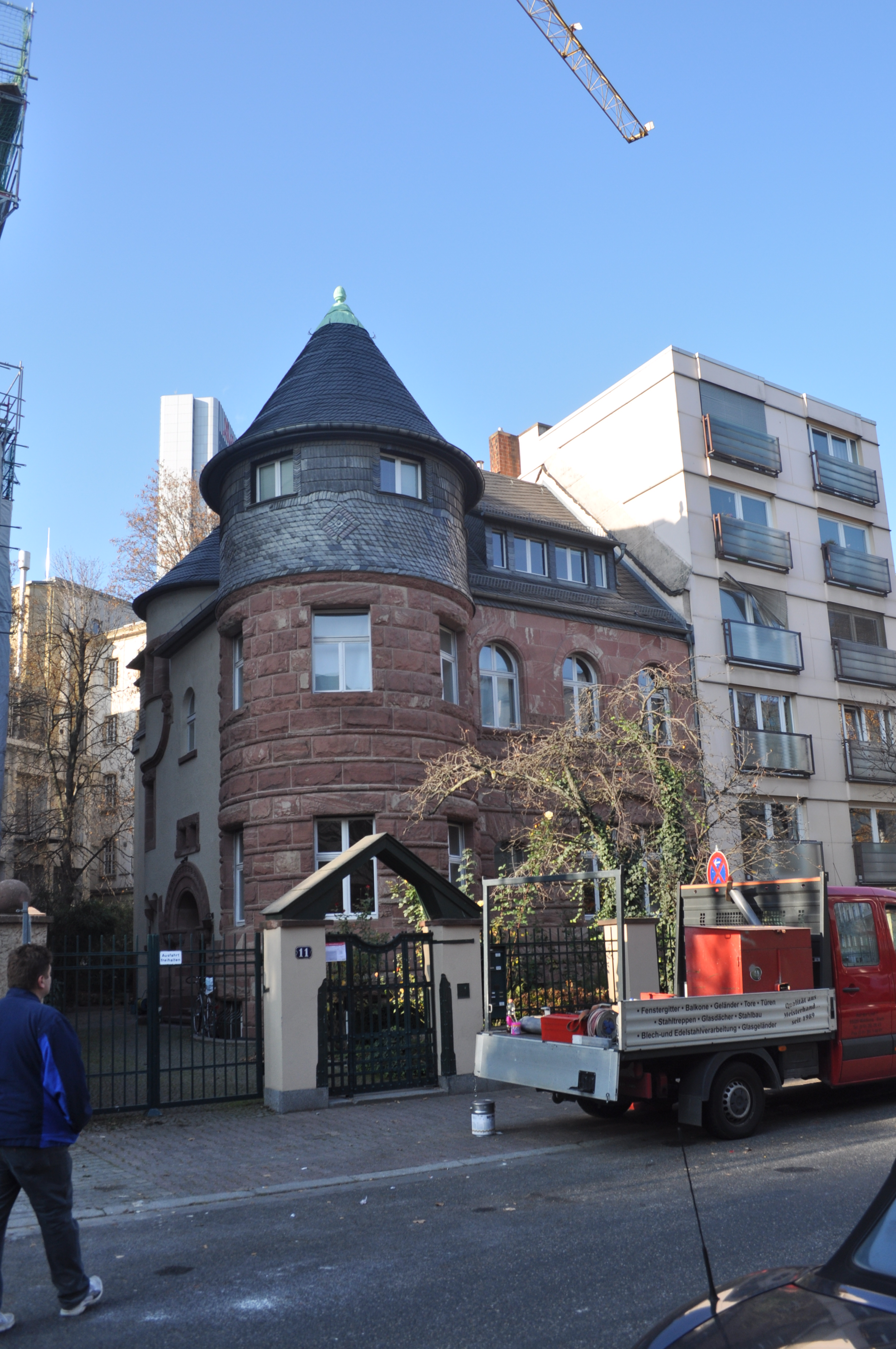
Wohnhaus Schumannstraße 11
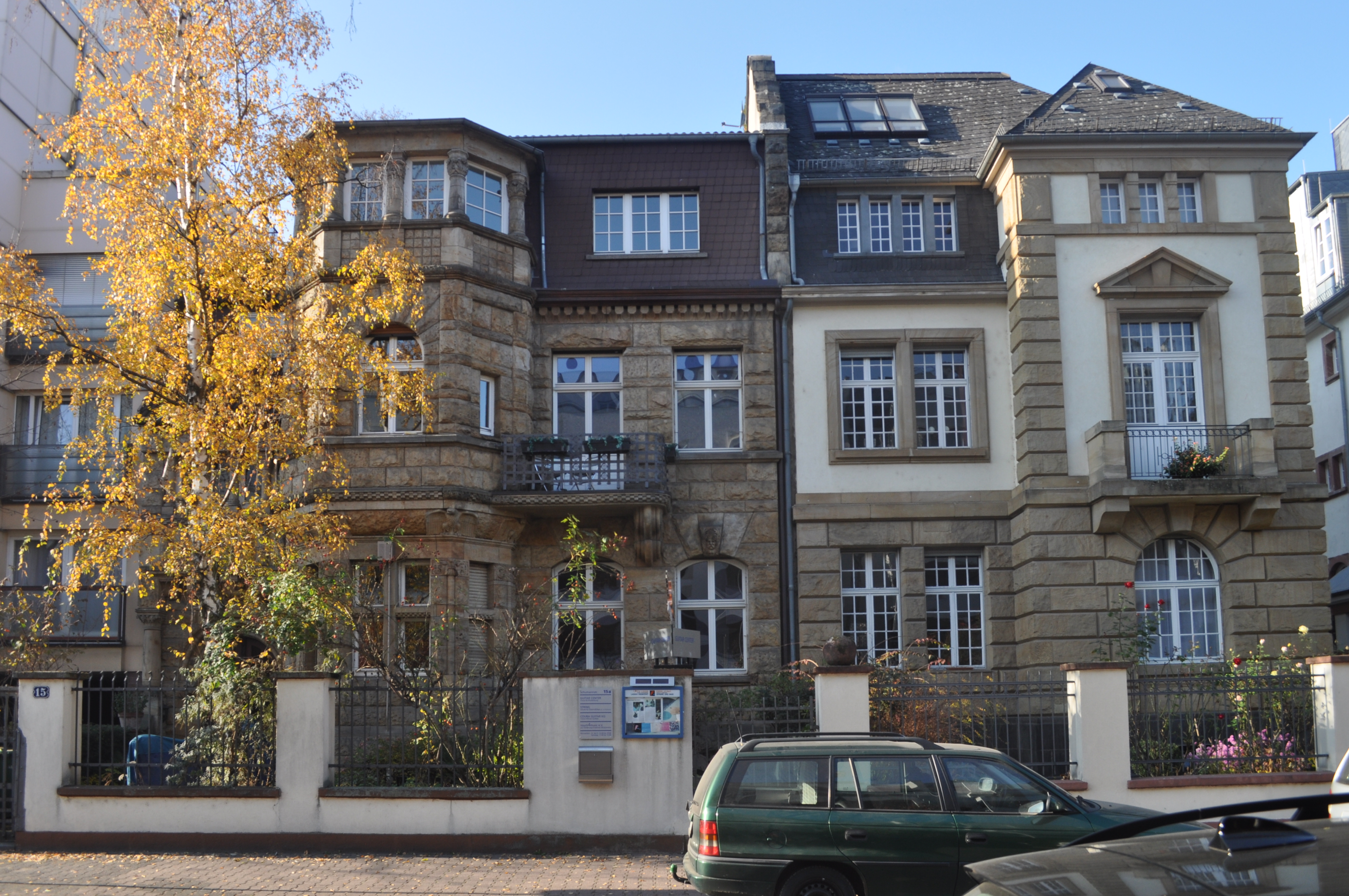
Wohnhaus Schumannstraße 15
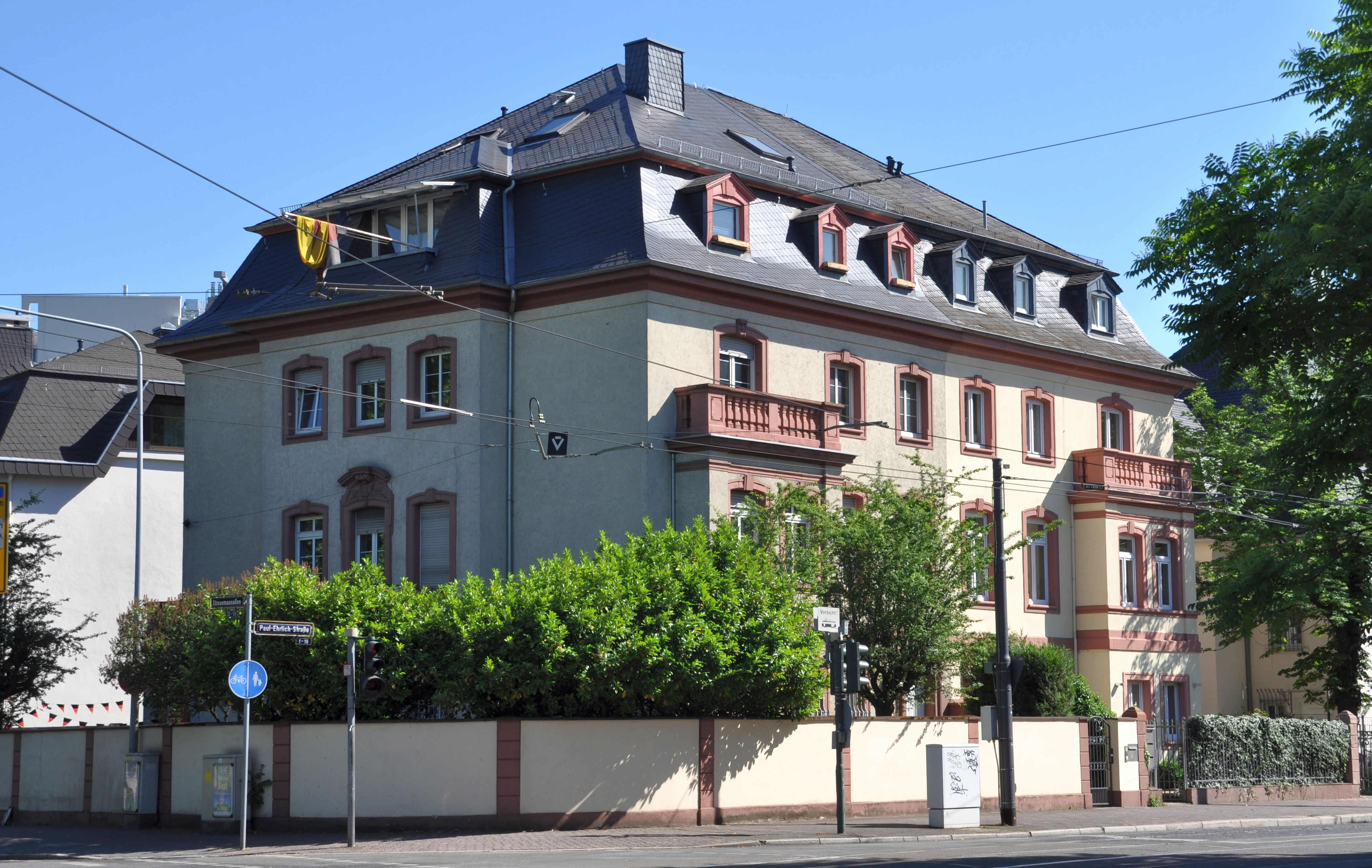
Wohnhaus Paul-Ehrlich-Straße 1
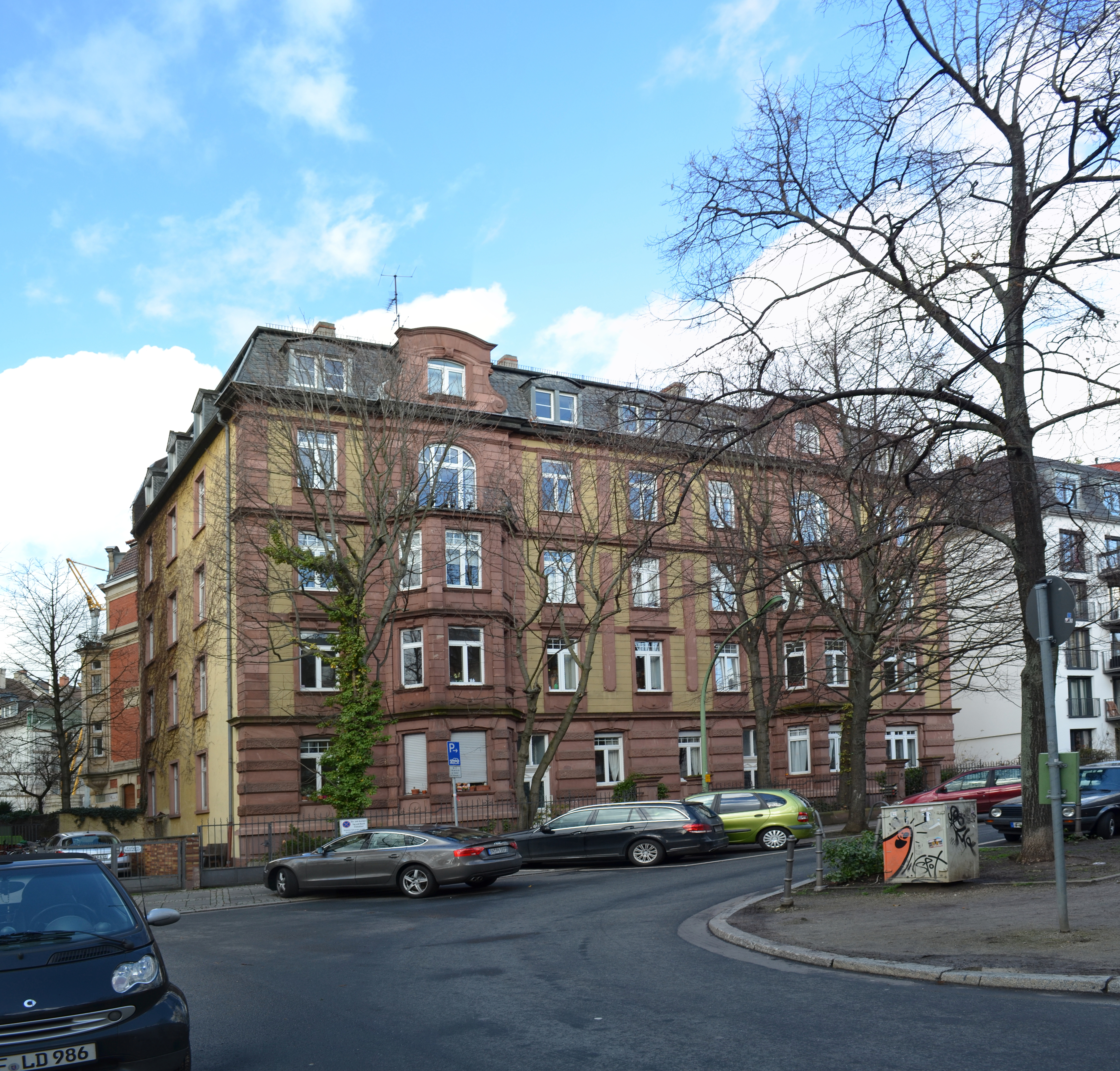
Wohnhaus Günthersburgallee 3–5
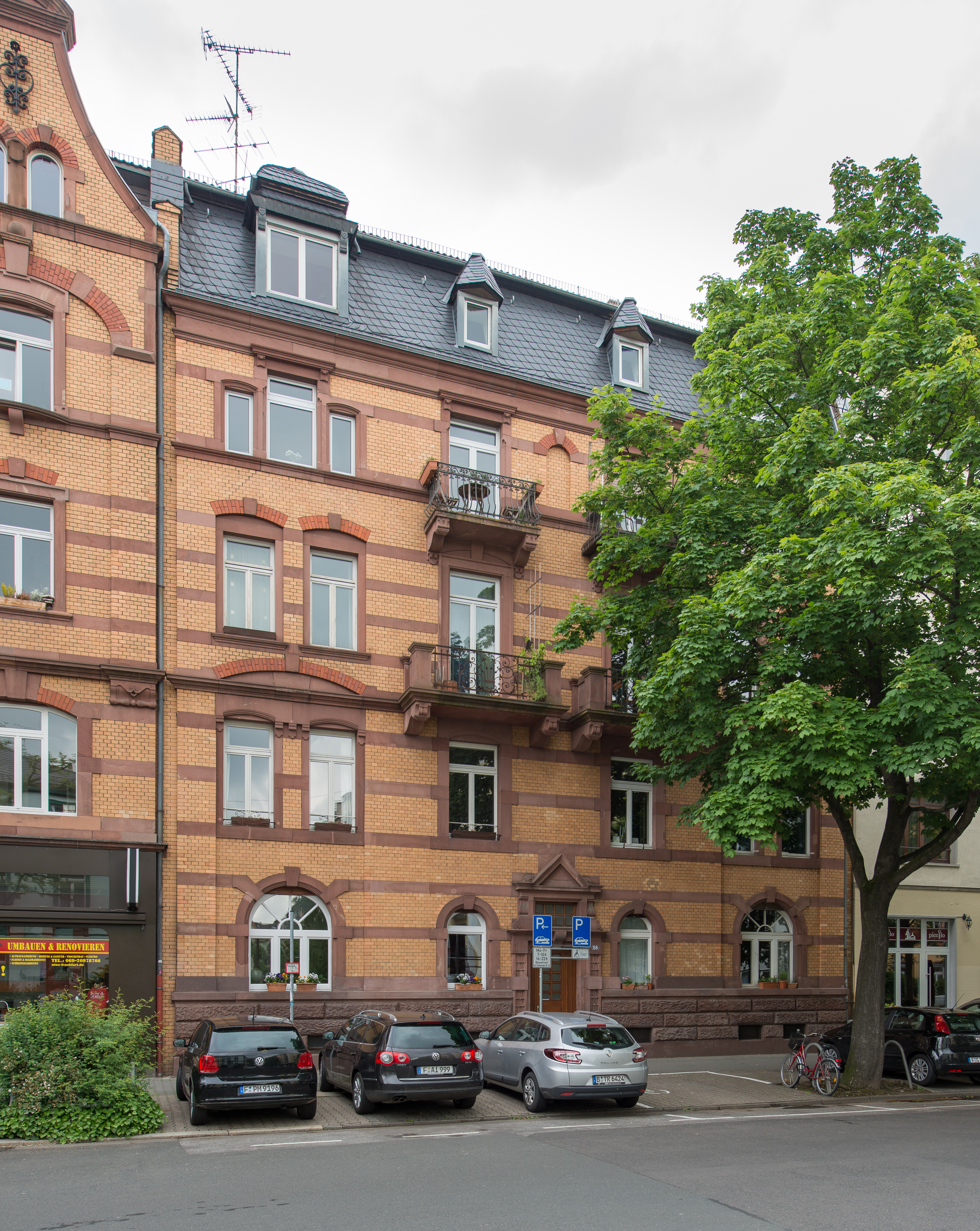
Wohnhaus Bornheimer Landstraße 58
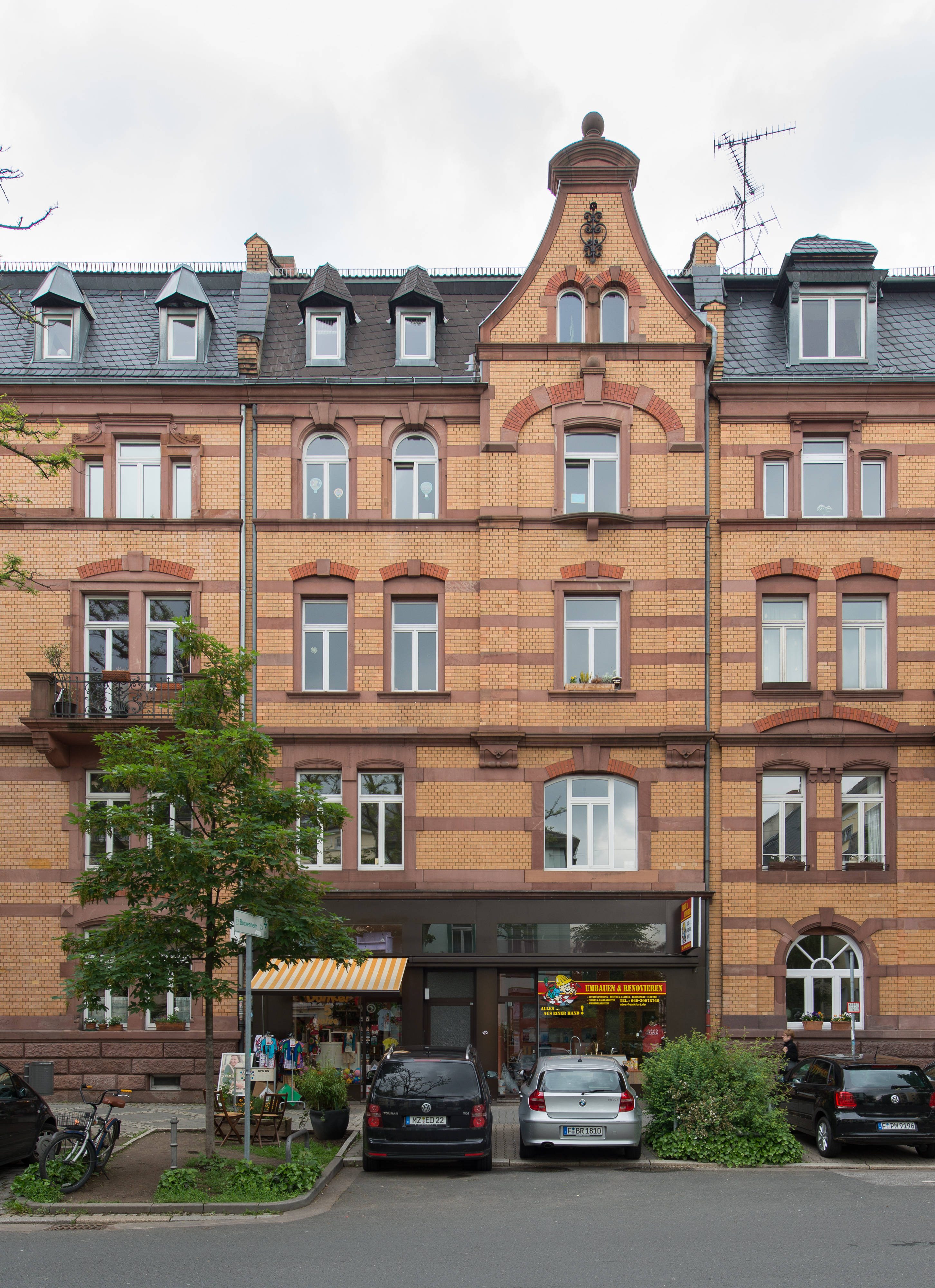
Wohnhaus Bornheimer Landstraße 60
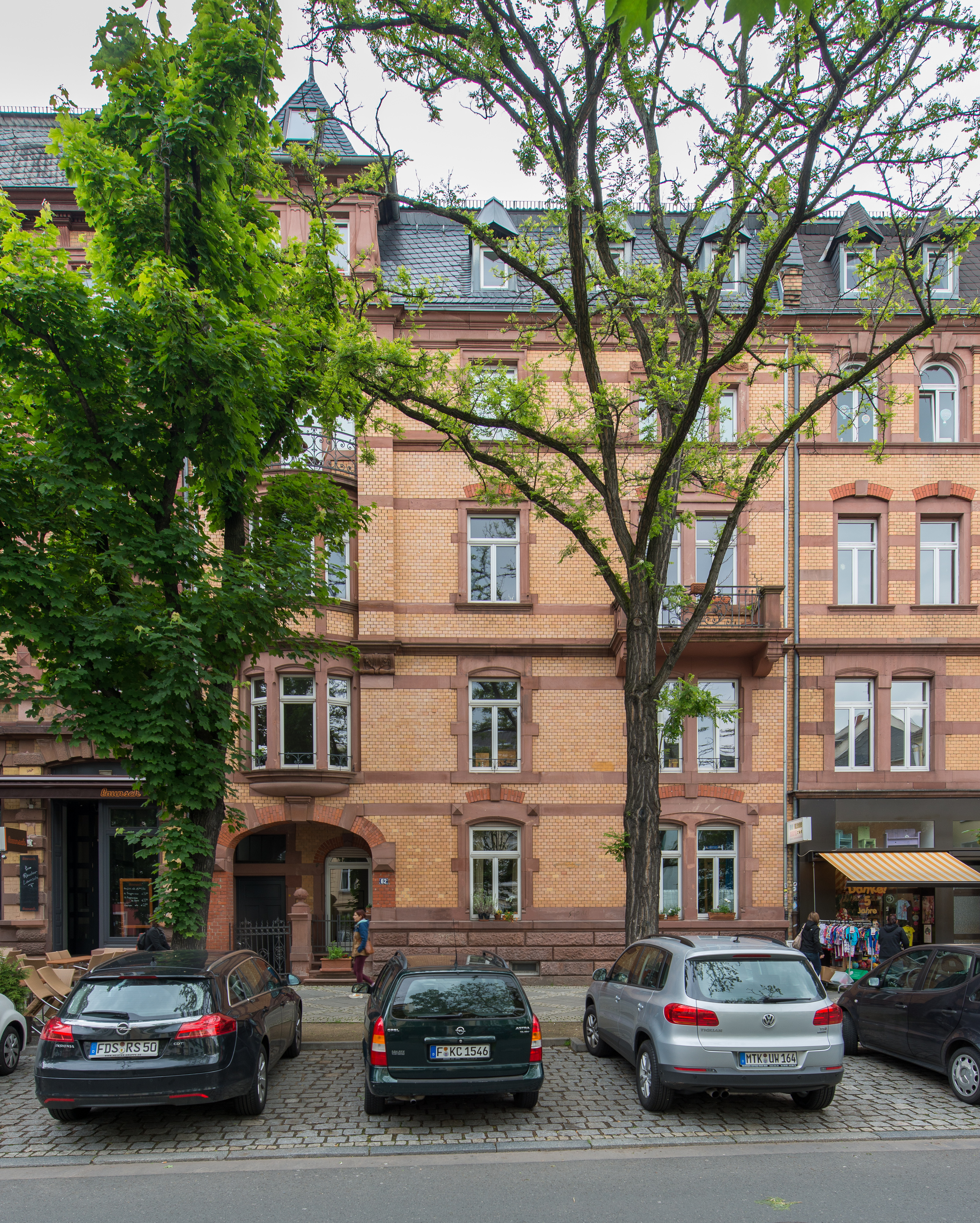
Wohnhaus Bornheimer Landstraße 62

Neben Bruno Paul und Peter Behrens entwarf er auch Türgriffe und Beschläge für die Manufaktur S. A. Loevy in Berlin.